# Malta (Kärnten)
Malta ist eine Gemeinde und deren gleichnamiger Hauptort mit 1875 Einwohnern (Stand 1. Jänner 2024) im Bezirk Spittal an der Drau im österreichischen Bundesland Kärnten.

## Geographie

### Geographische Lage
Das Gemeindegebiet ist mit einer Fläche von 261,77 km² das zweitgrößte Kärntens (nach Wolfsberg). Es nimmt den Großteil des Kärntner Maltatales ein, das bei Gmünd mit dem Liesertal zusammentrifft. Es wird im Westen von der Reißeckgruppe, im Norden und Nordwesten vom Hauptkamm der Hohen Tauern mit der Hochalmspitze (3360 m) und dem Großen Hafner (3076 m), sowie im Osten vom Reitereck begrenzt. Seit der Nationalpark Hohe Tauern 1987 auf die Ankogelgruppe ausgeweitet wurde, zählen 8570 ha des Gemeindegebiets zum Nationalpark.
Die meisten Ortschaften der Gemeinde liegen auf Schwemmkegeln im Talgrund der Malta.

### Gemeindegliederung
Die Gemeinde ist in die drei Katastralgemeinden Dornbach, Malta und Maltaberg gegliedert, das Gemeindegebiet umfasst folgende 16 Ortschaften (in Klammern Einwohnerzahl Stand 1. Jänner 2024):
- Brandstatt (47)
- Brochendorf (50)
- Dornbach (170)
- Feistritz (42)
- Fischertratten (402)
- Göß (0)
- Gries (108)
- Hilpersdorf (201)
- Kleinhattenberg (21)
- Koschach (47)
- Krainberg (15)
- Malta (593)
- Maltaberg (58)
- Saps (69)
- Schlatzing (30)
- Schlatzingerau (22)

### Nachbargemeinden
| Bad Gastein JO       | Hüttschlag JO                               | Muhr TA |
| Mallnitz Obervellach | Kompassrose, die auf Nachbargemeinden zeigt | Rennweg |
| Reißeck              | Trebesing                                   | Gmünd   |

## Geschichte
Das Gebiet der heutigen Gemeinde wurde bereits zur vorrömischen Zeit besiedelt.
Urkundlich wurde der Ort zwischen 957 und 992 als „locus Malontina“ erwähnt. Im 11. Jahrhundert wurde oberhalb der Ortschaft die Burg Ödenfest errichtet, auf der ab dem 12. Jahrhundert eine Seitenlinie der Grafen von Heunburg saß, die sich nach dem Namen des Ortes auch „Mallentheiner“ nannten. Die Burg wurde allerdings schon im 14. Jahrhundert verlassen und verfiel zur Ruine.
Die Gemeinde Malta wurde 1850 aus den Katastralgemeinden Dornbach, Malta und Maltaberg konstituiert und hat sich seither in ihren Grenzen nicht verändert.

### Bevölkerungsentwicklung
| Malta: Einwohnerzahlen von 1869 bis 2024            | Malta: Einwohnerzahlen von 1869 bis 2024 | Malta: Einwohnerzahlen von 1869 bis 2024 | Malta: Einwohnerzahlen von 1869 bis 2024 | Malta: Einwohnerzahlen von 1869 bis 2024 |
| --------------------------------------------------- | ---------------------------------------- | ---------------------------------------- | ---------------------------------------- | ---------------------------------------- |
| Jahr                                                |                                          |                                          |                                          | Einwohner                                |
| 1869                                                | 1869                                     |                                          | 1.288                                    | 1.288                                    |
| 1880                                                | 1880                                     |                                          | 1.338                                    | 1.338                                    |
| 1890                                                | 1890                                     |                                          | 1.320                                    | 1.320                                    |
| 1900                                                | 1900                                     |                                          | 1.248                                    | 1.248                                    |
| 1910                                                | 1910                                     |                                          | 1.239                                    | 1.239                                    |
| 1923                                                | 1923                                     |                                          | 1.232                                    | 1.232                                    |
| 1934                                                | 1934                                     |                                          | 1.344                                    | 1.344                                    |
| 1939                                                | 1939                                     |                                          | 1.282                                    | 1.282                                    |
| 1951                                                | 1951                                     |                                          | 1.463                                    | 1.463                                    |
| 1961                                                | 1961                                     |                                          | 1.603                                    | 1.603                                    |
| 1971                                                | 1971                                     |                                          | 1.862                                    | 1.862                                    |
| 1981                                                | 1981                                     |                                          | 1.920                                    | 1.920                                    |
| 1991                                                | 1991                                     |                                          | 2.080                                    | 2.080                                    |
| 2001                                                | 2001                                     |                                          | 2.185                                    | 2.185                                    |
| 2011                                                | 2011                                     |                                          | 2.029                                    | 2.029                                    |
| 2021                                                | 2021                                     |                                          | 1.928                                    | 1.928                                    |
| 2024                                                | 2024                                     |                                          | 1.875                                    | 1.875                                    |
| Quelle(n): Statistik Austria, Gebietsstand 1.1.2021 |                                          |                                          |                                          |                                          |

## Kultur und Sehenswürdigkeiten
Die Maltaprozession von St. Peter/Rennweg zur Kirche Maria Hilf findet am 2. Sonntag nach Fronleichnam statt.
Touristische Sehenswürdigkeiten sind die Kölnbreinsperre, der Nationalpark Hohe Tauern sowie die vielen Wasserfälle, die dem Tal den Spitznamen „Tal der stürzenden Wasser“ gegeben haben, darunter die drei Gößfälle sowie der höchste Wasserfall Kärntens, der Fallbach, welcher am Ortsteil Koschach etwa 200 Meter ins Maltatal stürzt und durch den Fallbach-Klettersteig erklommen werden kann.
Ein Wasserfall in Brandstatt wird als Eiskletterfall Superfeucht genannt.

### Bauwerke
- Gotische Pfarrkirche Maria Hilf Assumptio mit eingemauertem Römerstein, Gewölbemalereien (15. Jh.), Fresken an den Chorwänden (Heilige Drei Könige, Maria in den Wehen, Verkündigung) aus dem 14. Jahrhundert, Hochaltar von 1740; frühgotischer Rundkarner (13. Jh.) mit Kreuzigungsfresko (14. Jh.). Eine weitere Attraktion ist das an der Pfarrkirchen-Außenwand befindliche Christophorus-Fresko, das im rechten unteren Teil ein Fabelwesen ähnlich der bekannten Comic-Figur Mickey Mouse darstellt.
- Ehemaliger Pfarrhof (erbaut im 16. Jahrhundert, renoviert 1984) steht derzeit als Trauungssaal, Ausstellungssaal und Aufbahrungshalle in Verwendung.
- Spätgotische Kirche in Dornbach  mit Fresken (um 1463) und Hochaltar (um 1700).
- Burgruine Weidegg (Sonnenburg).
- Schloss Dornbach, erreichbar von Grieß und Fischertratten, ursprünglich im gotischen Stil errichtet, im 16. Jahrhundert erweitert, mit Ringmauer und Wassergraben.
- Evangelische Kirche Fischertratten

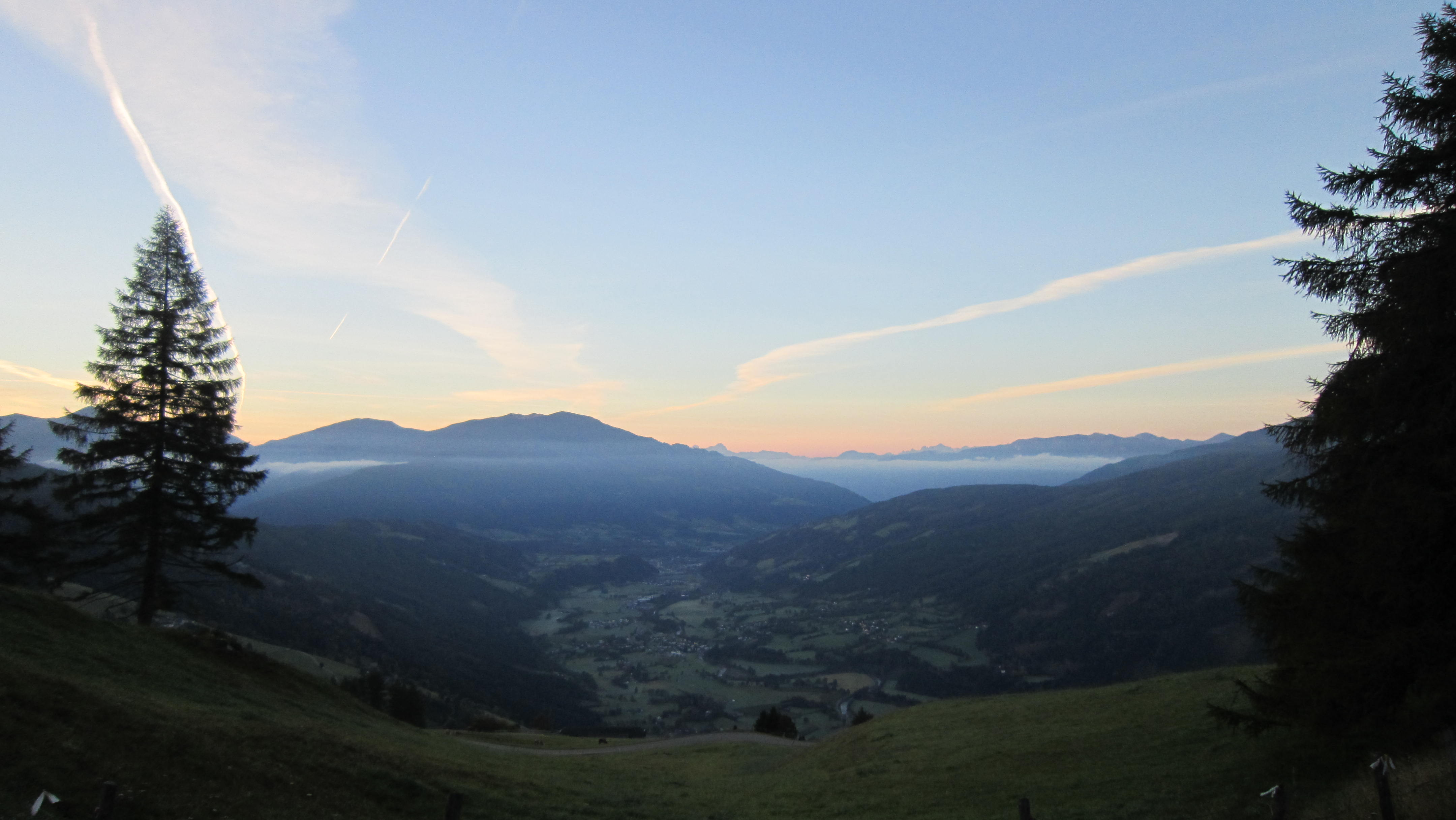
Blick vom Ortsteil Maltaberg ins Tal
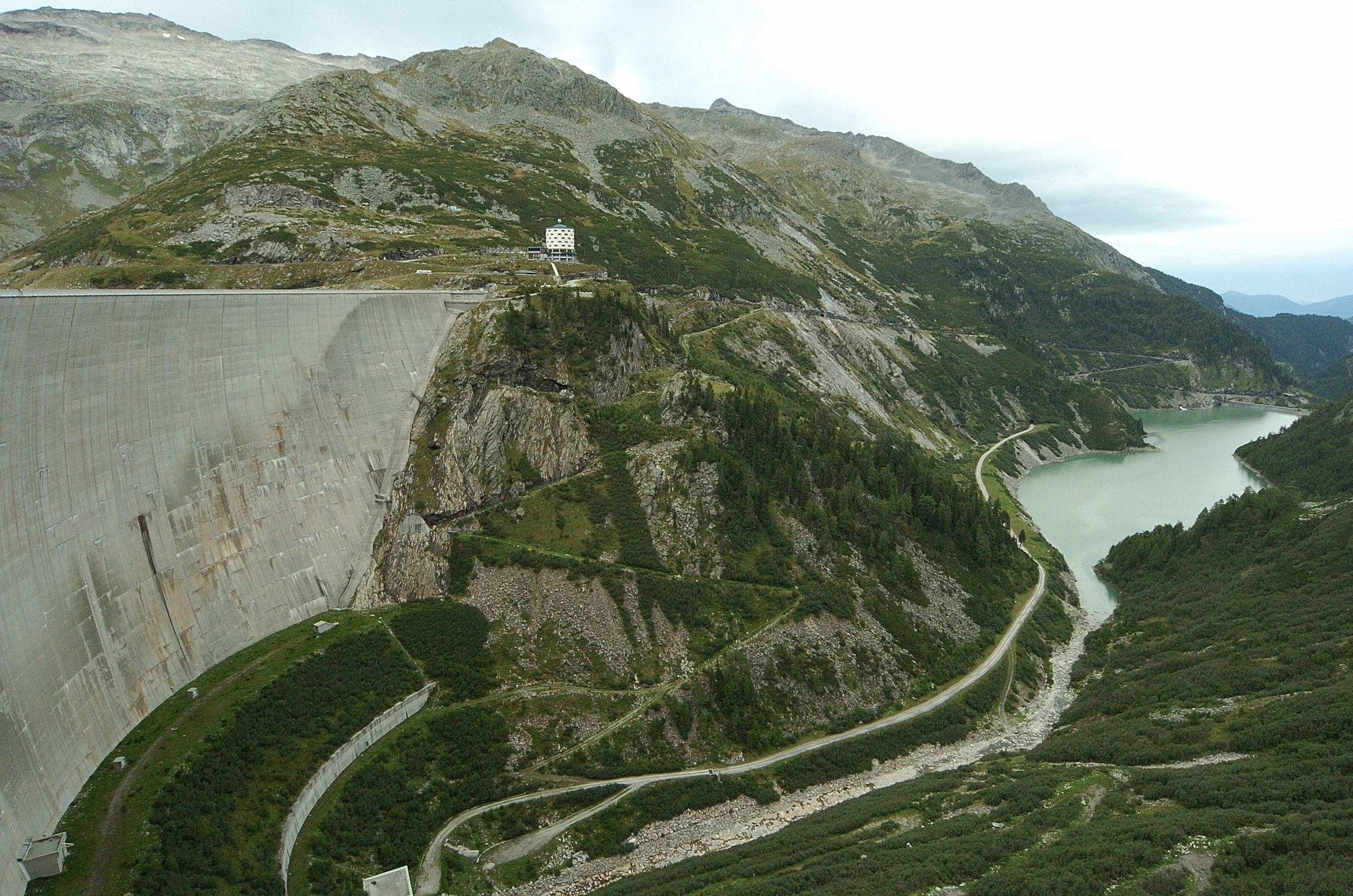
Kölnbreinsperre mit Vorspeicher Galgenbichl
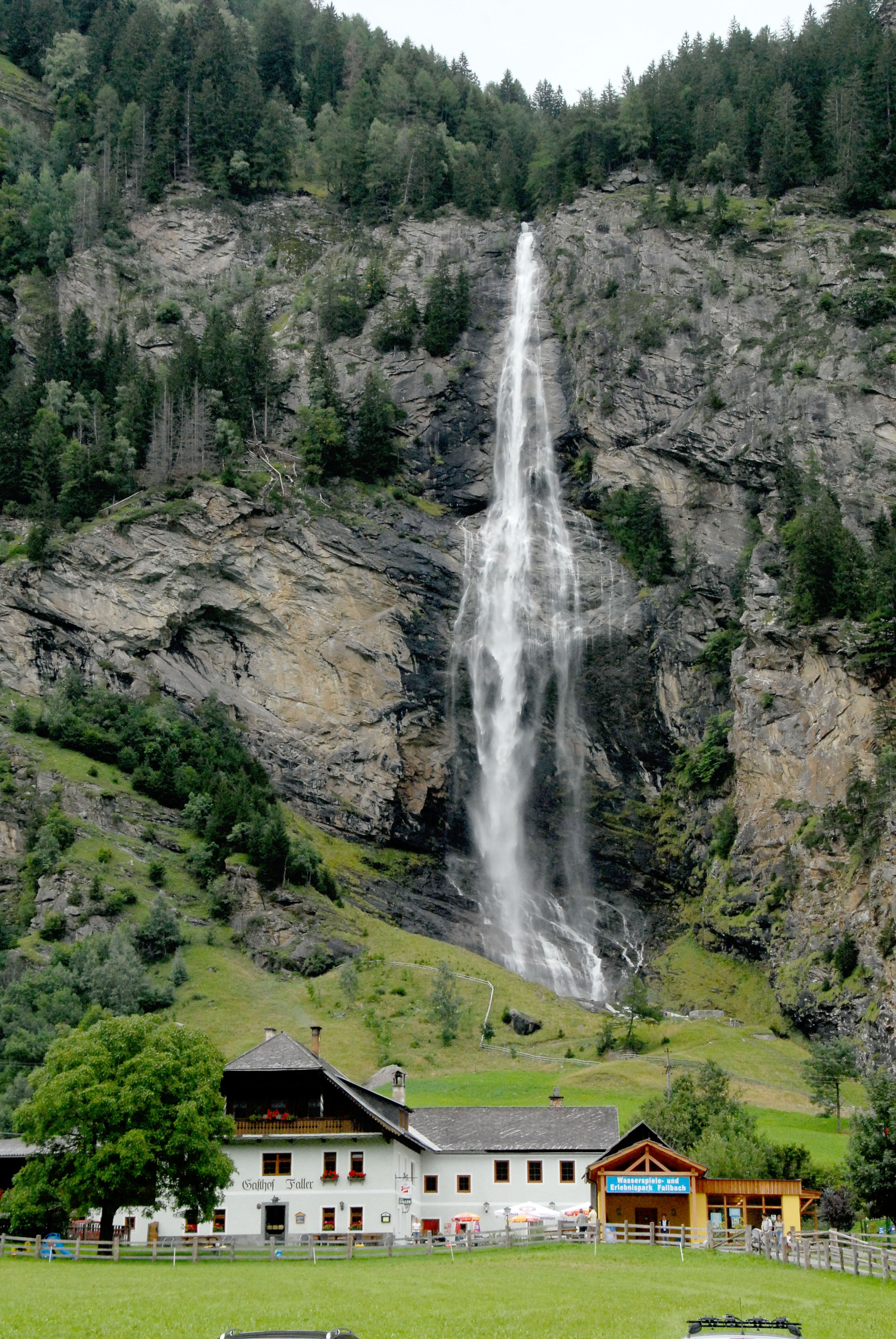
Fallbach in Koschach, höchster Wasserfall Kärntens
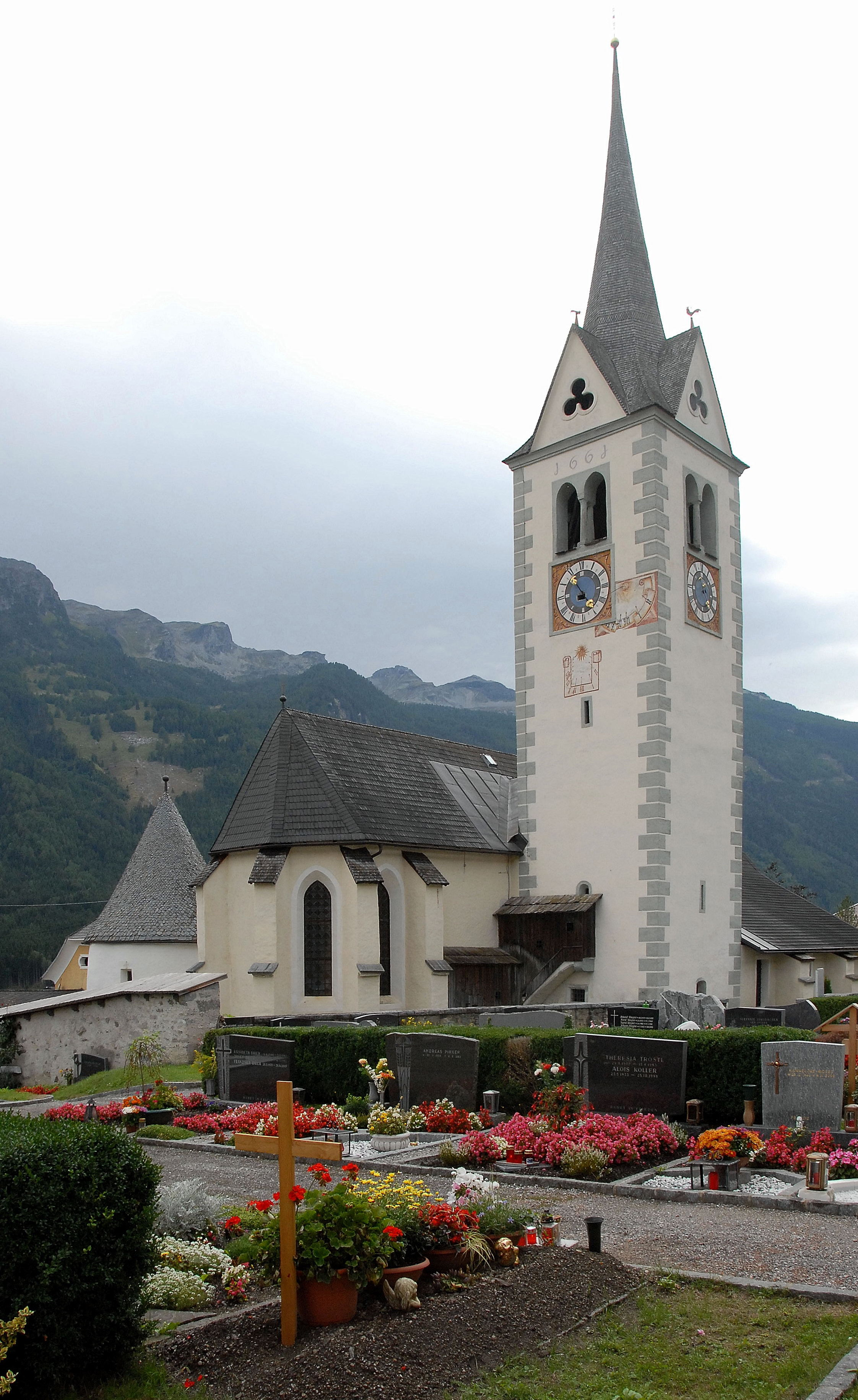
Pfarrkirche Maria Hilf Assumptio in Malta
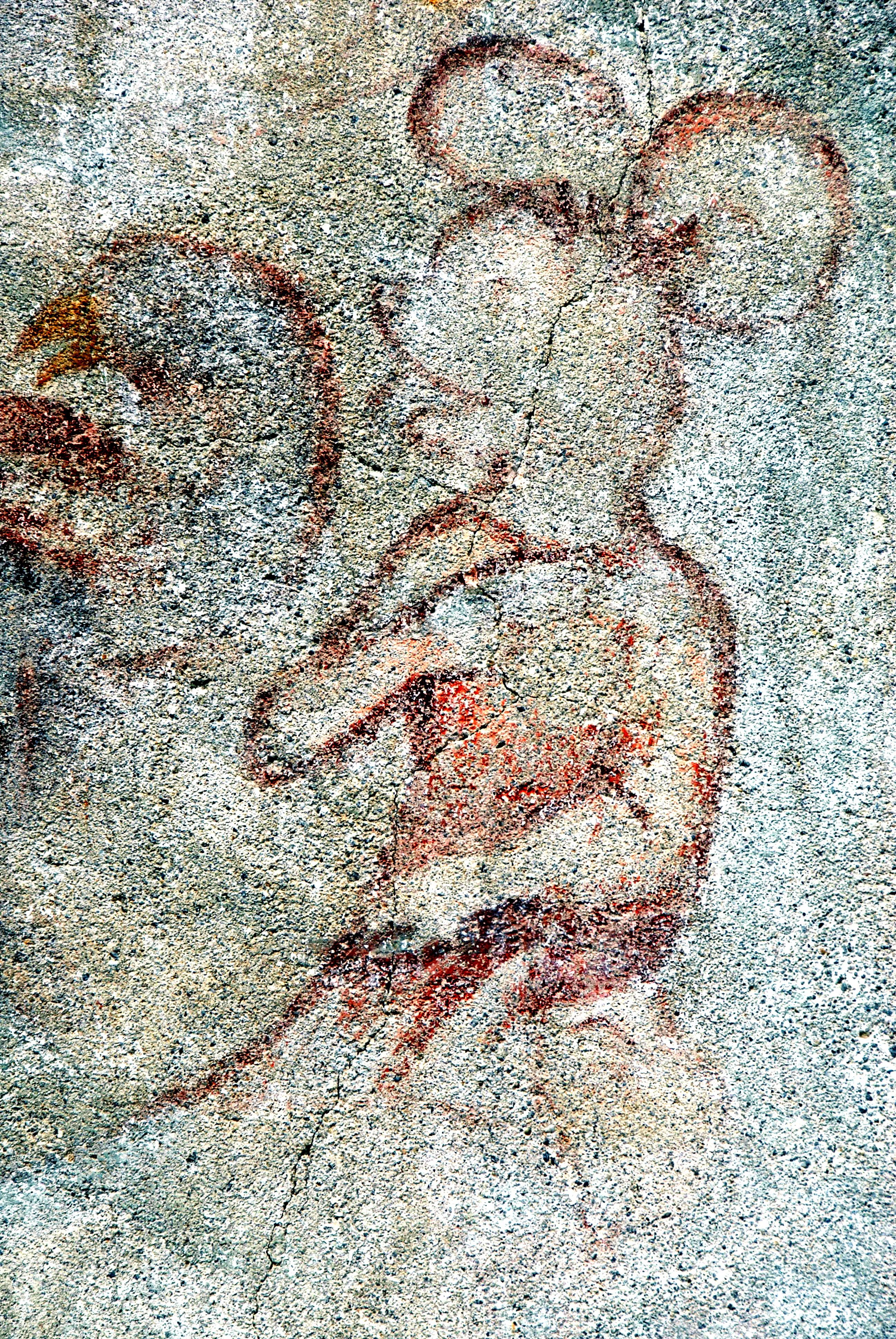
„Mickey Mouse“ auf dem Christophorus-Fresko an der Pfarrkirchen-Außenwand
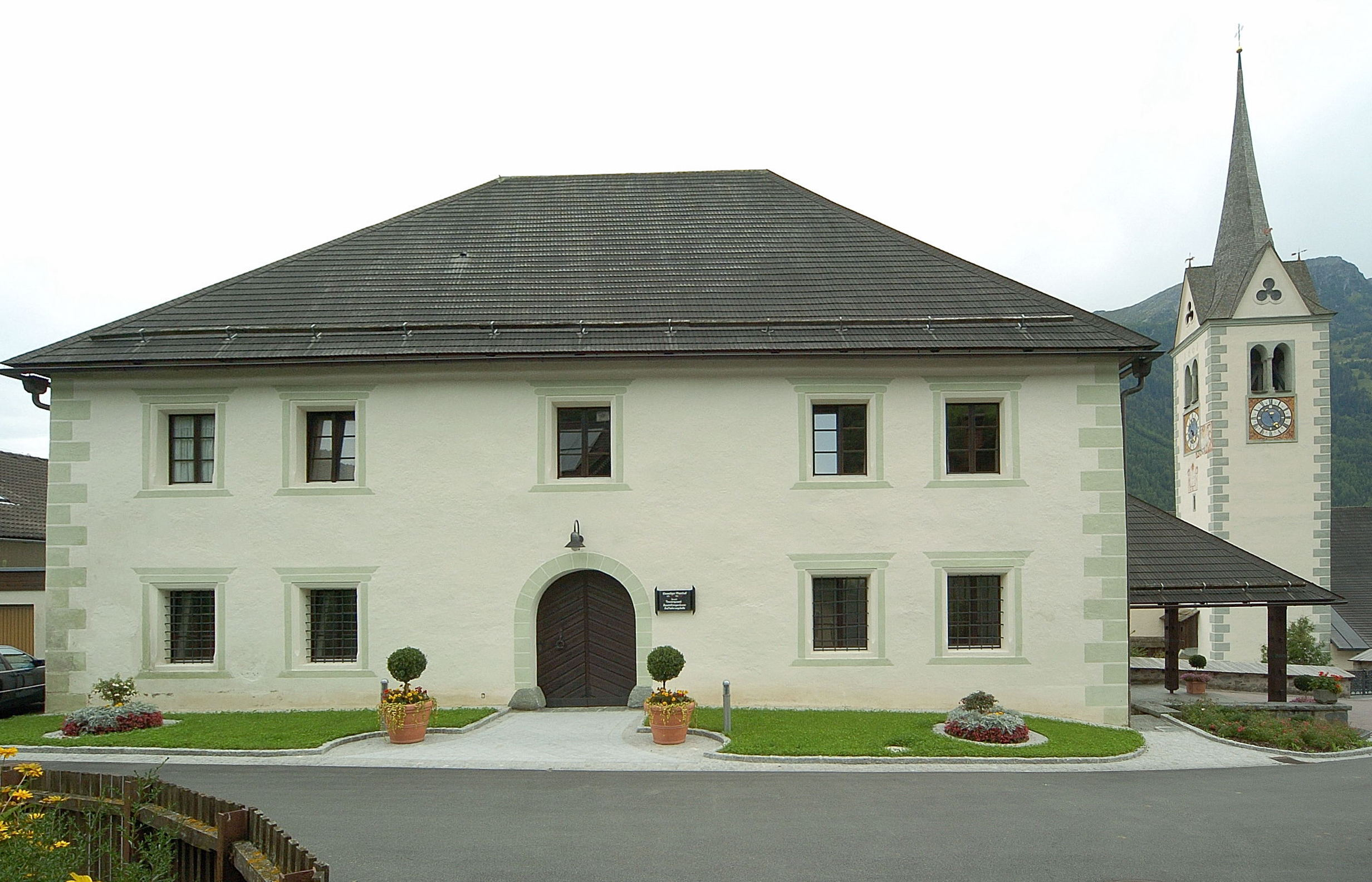
Ehemaliger Pfarrhof in Malta Ort
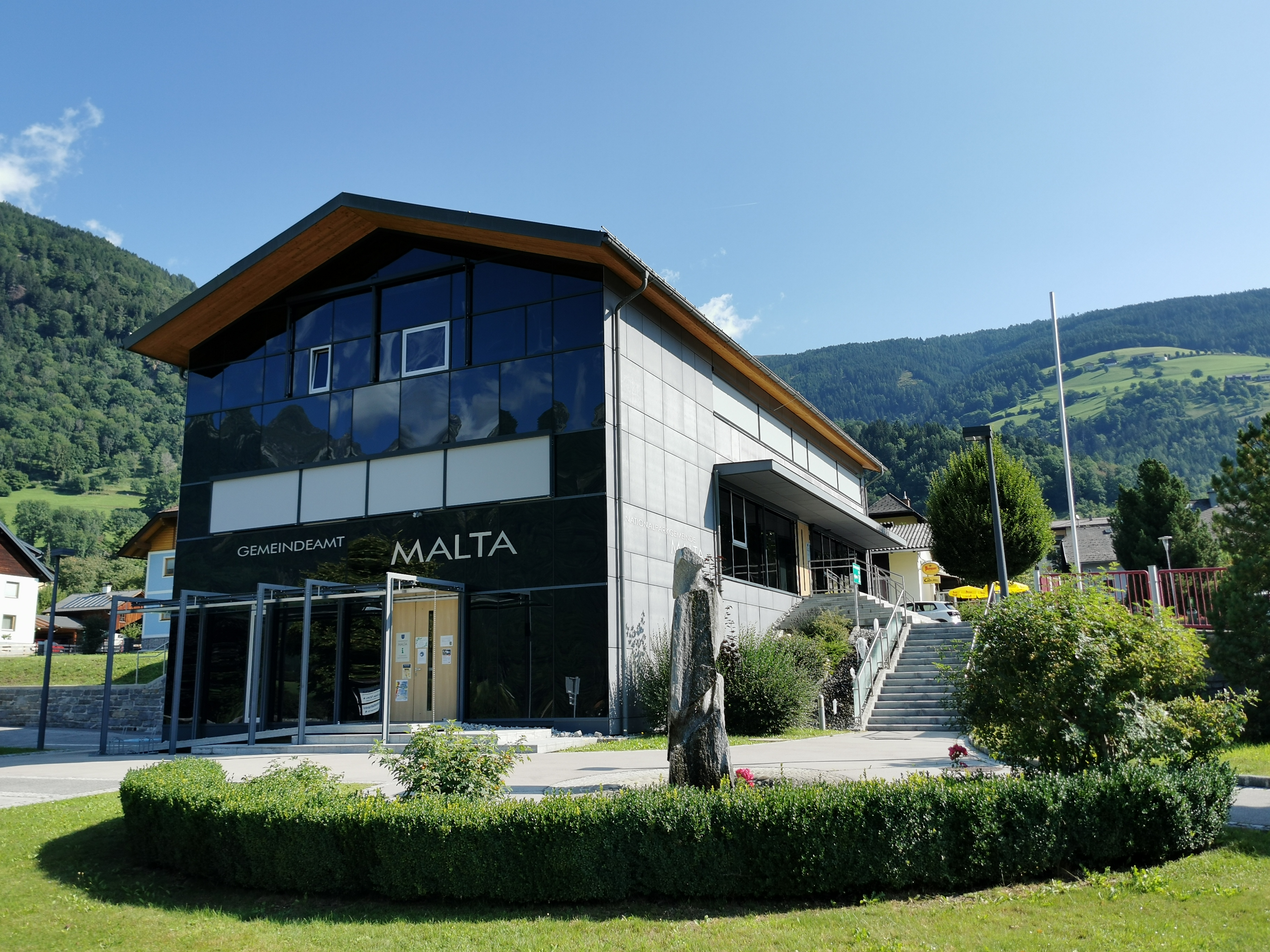
Gemeindeamt
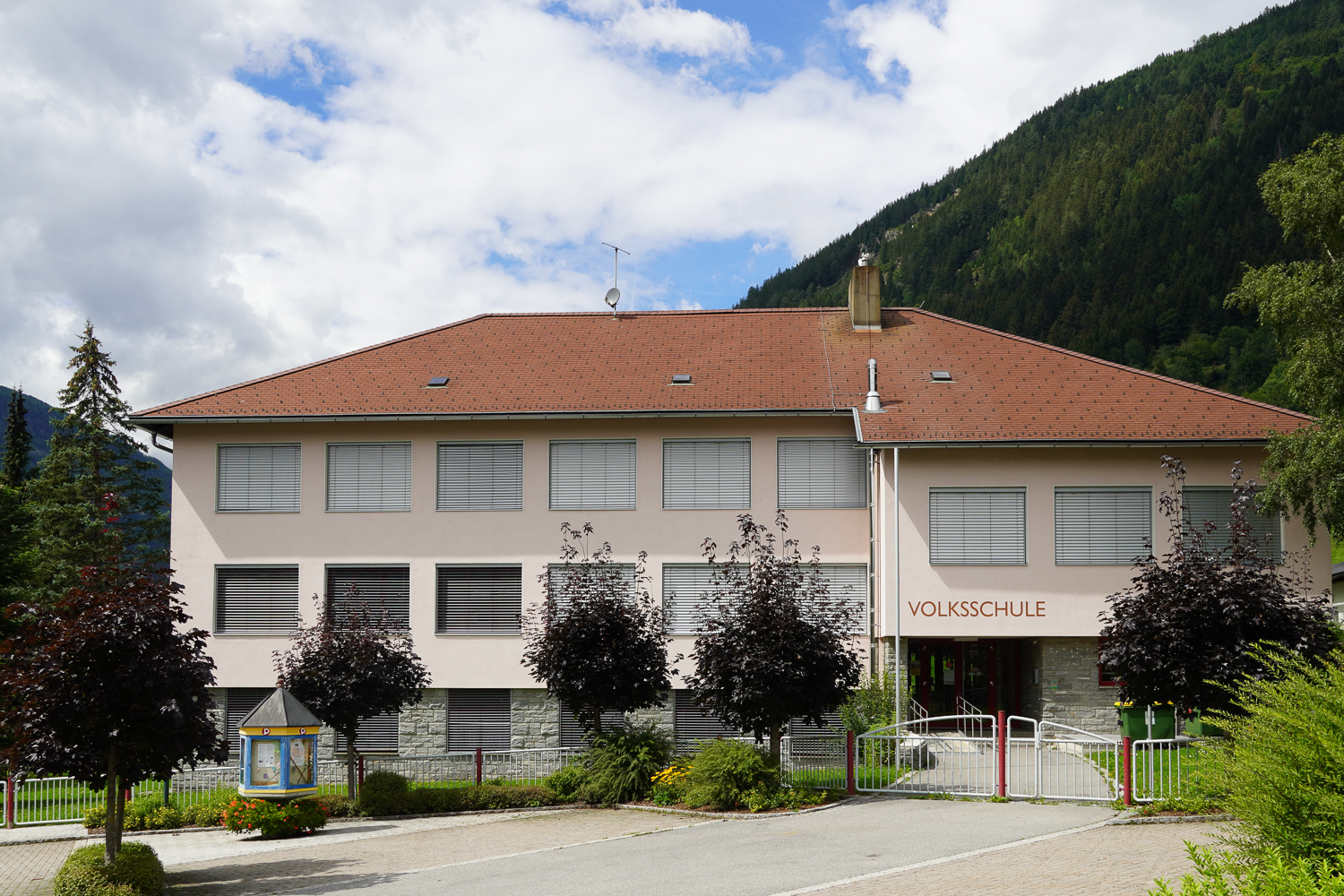
Volksschule der Gemeinde

## Wirtschaft und Infrastruktur
Bis ins 20. Jahrhundert hinein waren die Ortschaften der heutigen Gemeinde ausschließlich von der Landwirtschaft geprägt, heute spielt auch der Tourismus eine wichtige Rolle. In der Gemeinde gibt es jährlich mehr als 100.000 Übernachtungen, wobei der Sommertourismus im unteren Maltatal dominiert.

### Wirtschaftssektoren
Die folgende Tabelle zeigt die Entwicklung der Anzahl der Betriebe und der Beschäftigten in den Wirtschaftssektoren:
| Wirtschaftssektor            | Anzahl Betriebe | Anzahl Betriebe | Anzahl Betriebe | Erwerbstätige | Erwerbstätige | Erwerbstätige |
| Wirtschaftssektor            | 2021            | 2011            | 2001            | 2021          | 2011          | 2001          |
| ---------------------------- | --------------- | --------------- | --------------- | ------------- | ------------- | ------------- |
| Land- und Forstwirtschaft 1) | 70              | 118             | 132             | 108           | 103           | 72            |
| Produktion                   | 16              | 14              | 19              | 22            | 30            | 71            |
| Dienstleistung               | 83              | 69              | 63              | 197           | 182           | 141           |

1) Betriebe mit Fläche in den Jahren 2010 und 1999, Arbeitsstätten im Jahr 2021

### Tourismus
Das Maltatal ist seit 2008 ein ÖAV-Bergsteigerdorf sowie eines der bekanntesten Klettergebiete im Alpen-Adria-Raum. Im Tal gibt es unzählige Klettergärten, Bouldergebiete und alpine Kletterrouten, die im Kletterführer Maltatal beschrieben sind. Der Maltatal-Kletterführer weist insgesamt 350 Sportkletterrouten, 80 Mehrseillängenrouten, 200 Boulder und 12 Alpinrouten aus.
Im Winter sind das Maltatal und der Gößgraben beliebte Ziele für das Eisklettern. Der Eiskletterführer Osttirol und Oberkärnten führt 10 Eisfälle im Gößgraben, 17 im Vordern Maltatal, 15 im Mittleren Maltatal und 7 im Hinteren Maltatal auf. 2016 wurden einige davon durch die Schaffung einer umstrittenen Wildruhezone vom 1. Dezember bis 31. März gesperrt.

## Politik

### Gemeinderat
Der Gemeinderat von Malta hatte bis 2021 19 Mitglieder, seit der Gemeinderatswahl 2021 15 Mitglieder, da die Einwohnerzahl der Gemeinde im Jahr 2020 unter 2.000 sank.
- Mit der Gemeinderatswahl 2015  hatte der Gemeinderat folgende Zusammensetzung: 6 LIM (Liste für Malta), 5 FPÖ, 4 SPÖ, 4 GUM (Grüne und Unabhängige für Malta)[12]
- Mit der Gemeinderatswahl 2021 hat der Gemeinderat folgende Zusammensetzung: 6 LIM (Liste für Malta), 3 FPÖ, 4 SPÖ, 2 GUM (Grüne und Unabhängige für Malta)[13]

Direkt gewählter Bürgermeister ist seit 2009 Klaus Rüscher (Liste für Malta).

### Wappen
Die Gemeinde führte vor 1961 ein Siegel mit der Hochalmspitze als Motiv, das aber nie förmlich verliehen worden war und auch den heraldischen Regeln nicht entsprach.
Daher wurde der Schild der Herren von Mallenthein als Vorbild für ein Gemeindewappen herangezogen, die auf Burg Ödenfest nördlich von Malta residierten. Der erste nachweisbare Träger dieses Namens, Walther „de Malantin“, ist urkundlich für 1129/30 nachgewiesen. Die Mallentheiner führten ab dem 13. Jahrhundert drei Sterne im Wappen, das Siegel der jüngeren Herren von Mallenthein, das an mehreren Urkunden aus dem 15. Jahrhundert erhalten ist, zeigte hingegen immer eine Leiter. Die Mallentheiner haben ab der Zeit um 1400 nicht mehr die Burg bewohnt, sondern waren als Pfleger, Beamte oder Gewerken in verschiedenen Teilen Oberkärntens tätig, bis die Kärntner Linie der Familie 1768 im Mannesstamm erlosch.
Das Wappen, das der Gemeinde am 31. Mai 1961 verliehen wurde, zeigt in blauem Schild eine aufrecht stehende goldene Leiter mit fünf Sprossen. Die Fahne ist Blau-Gelb mit eingearbeitetem Wappen.

## Persönlichkeiten

### Söhne und Töchter der Gemeinde
- Eva Kary (1737–1773), geb. Faschaunerin, gilt als das letzte Opfer eines Folterprozesses in Österreich
- Johann Tondl (1789–1879), Landwirt und Politiker
- Egon Straszer (* 1966), Bildhauer und Maler
- Nina Queer (* 1985), Berliner Travestiekünstlerin

### Mit der Gemeinde verbundene Persönlichkeiten
- Wolfgang Feistritzer (* 1978), Kabarettist (bekannt durch seine Figur des Petutschnig Hons aus Schlatzing) und Nebenerwerbsbauer